# Adrian Popovici (artist)
- Pentru alte persoane cu același nume, a se vedea Adrian Popovici (dezambiguizare).

Adrian Popovici (n. 16 august 1958, Timișoara, România) este un regizor moldovean, compozitor și monteur.

## Carieră
Filmul Toți copiii Domnului, realizat în 2012 a intrat în lista candidaților pentru Premiul Oscar pentru cel mai bun film într-o limbă străină.

## Filmografie
(în ordine cronologică)
- Vlad Nemuritorul (2002)
- Un acoperiș deasupra capului (2006)
- Eva (2010)
- Se caută o mamă (2010)
- Liceenii, în 53 de ore și ceva (2010)
- Maria, regina noastră (2011)
- Încătușat (2011)
- Toți copiii Domnului (2012)
- Crimă inocentă (2014)
- Brâncuși din eternitate (2014)
- Femeia cu cravată neagră (2016)